# Maroussi BC
El Maroussi BC és un club de bàsquet de la ciutat grega de Marussi ubicada al nord-est d'Atenes. És la secció de basquetbol de la societat poliesportiva Gymnastikos Syllogos Maroussi (Γυμναστικός Σύλλογος Αμαρουσίου).
El club poliesportiu GS Maroussi es va fundar el 1896, el mateix any que Spirídon Luïs, natiu de Marussi, va guanyar la marató olímpica als Jocs Olímpics d’estiu de 1896. La secció de bàsquet masculí del club va començar el 1950.

## Palmarès
- Copa Saporta
  - Campions (1): 2000-01
- FIBA Europe League
  - Finalistes (1): 2003-04
- Lligues gregues
  - Finalistes (1): 2003–04
- Copes gregues
  - Finalistes (2): 2001–02, 2005–06